# Mausgeste

Die Mausgeste für ein „zurück“ im Browser Opera – der Benutzer hält die rechte Maustaste gedrückt, bewegt die Maus nach links, und lässt die Taste wieder los.

Als „Mausgesten“ werden bestimmte Kombination von Mausklicks und speziellen Mausbewegungen bezeichnet, mit denen ein Programm oder Teile davon gesteuert werden kann.

## Verwendung
Die Technik wird bis heute nur von sehr wenigen Programmen verwendet, obwohl sie bereits im Jahr 2000 mit der Version 5.0 des Browsers Opera erfunden wurde. Sie findet in erster Linie in Browsern Verwendung und wird für oft durchgeführte Funktionen wie das Wechseln zwischen Tabs, das Neuladen und Vor- und Zurückwechseln bei Seiten verwendet. In einigen Computerspielen werden ebenfalls Mausgesten verwendet. Bekannte Beispiele sind Black & White von Lionhead Studios, Myth: The Fallen Lords von Bungie und Arx Fatalis von Arkane Studios. Das Betriebssystem SkyOS kennt Mausgesten ebenfalls, genauso wie KDE.

## Ausführung
Eine Mausgeste ist eine bestimmte Mausbewegung. Diese Bewegung kann auch mit einer dabei gedrückten Maustaste verbunden sein. Die Geste wird ausgeführt, indem eine bestimmte Form beschrieben wird. Diese ist in der Regel komplexer, wenn dabei keine Taste gedrückt werden muss. So soll verhindert werden, dass die Geste versehentlich ausgeführt wird. Als Beispiel etwa eine Spirale im Uhrzeigersinn (Black&White). Die Alternative ist die Geste, während der eine Maustaste gedrückt werden muss. Diese sind meist sehr einfach gehalten. Ein Beispiel hierfür ist die folgende in Opera verwendete Mausgeste: Drücken der rechten Maustaste, die Maus nach links bewegen, dann Maustaste loslassen.
Neben den verbreiteten Mausgesten gibt es noch Abkömmlinge, die sich Mausradgesten, Tastengesten und Klickgesten nennen. Hierbei wird versucht, das Gestenspektrum zu erweitern, indem man mehr Objekte zielorientiert verbindet. Dadurch wird eine größere Anzahl an Mausgesten möglich, die wiederum mit Funktionen versehen werden.

## Vorteile
Mausgesten ermöglichen eine einfache und schnelle Bedienung. Eine Geste ist in der Regel schneller auszuführen als das Anklicken einer Schaltfläche, da sie relativ unabhängig davon ist, wo sich der Mauszeiger befindet. Diese Lageunabhängigkeit entlastet zudem die bei Computerarbeit zumeist stark beanspruchten Augen. Je nach Anwendungsfeld dient die Technik auch dazu, die Notwendigkeit einer Benutzeroberfläche zu umgehen (Black&White, Vollbildmodus von Opera). Der zuvor von der Oberfläche eingenommene Platz kann anderweitig verwendet werden.

## Nachteile
Mausgesten haben einige Nachteile. Sie sind nicht direkt für den Benutzer sichtbar, wie etwa Schaltflächen. Letztere kann der Anwender direkt sehen und erkennt, dass hier eine Funktion untergebracht ist. Mausgesten müssen anderweitig "entdeckt" werden. Damit verletzt die Idee der Mausgeste einen Grundsatz der Gestaltung guter Benutzeroberflächen. Aus diesem Grund werden sie oft als zusätzliche Möglichkeit der Bedienung neben Schaltflächen und Tastenkürzeln verwendet und können deaktiviert werden.
Durch die zusätzliche Nutzung der Maus erhöht sich die Wahrscheinlichkeit des Auftretens eines RSI-Syndroms.

## Programme, die Mausgesten unterstützen
- Opera
- Konqueror
- Galeon
- KDE Software Compilation
- K-Meleon

Menü zur Hilfestellung von Mausgesten unter Opera 12.02 unter Windows 8

- Midori mit Hilfe einer Erweiterung
- Mozilla Firefox mit Hilfe einer Erweiterung, z. B. All-in-One Gestures von Marc Boullet oder Mouse Gestures
- Epiphany mit Hilfe der Erweiterung Mouse Gestures
- Internet Explorer: Internet Explorer 6, Internet Explorer 7 und Internet Explorer 8 mit einem Aufsatz, z. B. Avant Browser oder Maxthon
- CoolNovo (Google-Chrome-Fork)
- Black & White
- Sleipnir (Browser)
- Vivaldi (Browser)
- SolidWorks
- Yandex.Browser